# Frédéric Cottier
Frédéric Cottier (Neuilly-sur-Seine, 5 de febrero de 1954) es un jinete francés que compitió en la modalidad de salto ecuestre.
Participó en dos Juegos Olímpicos de Verano, obteniendo una medalla de bronce en Seúl 1988, en la prueba por equipos (junto con Hubert Bourdy, Michel Robert y Pierre Durand), y el sexto lugar en Los Ángeles 1984, en la misma prueba.
Ganó dos medallas en el Campeonato Mundial de Saltos Ecuestres, oro en 1982 y bronce en 1986, y dos medallas en el Campeonato Europeo de Saltos Ecuestres, plata en 1987 y bronce en 1983.

## Palmarés internacional
| Juegos Olímpicos   | Juegos Olímpicos        | Juegos Olímpicos  | Juegos Olímpicos |
| Año                | Lugar                   | Medalla           | Categoría        |
| ------------------ | ----------------------- | ----------------- | ---------------- |
| 1988               | Seúl (Corea del Sur)    | Medalla de bronce | Por equipos      |
| Campeonato Mundial |                         |                   |                  |
| Año                | Lugar                   | Medalla           | Categoría        |
| 1982               | Dublín (Irlanda)        | Medalla de oro    | Por equipos      |
| 1986               | Aquisgrán (RFA)         | Medalla de bronce | Por equipos      |
| Campeonato Europeo |                         |                   |                  |
| Año                | Lugar                   | Medalla           | Categoría        |
| 1983               | Hickstead (Reino Unido) | Medalla de bronce | Individual       |
| 1987               | San Galo (Suiza)        | Medalla de plata  | Por equipos      |